# Apeadero de Reveles
El Apeadero de Reveles, igualmente denominada Estación de Reveles, es una plataforma del Ramal de Alfarelos, que sirve a la localidad de Reveles, en el distrito de Coímbra, en Portugal.

## Características

### Localización
Esta plataforma se encuentra en el ayuntamiento de Montemor-o-Velho.